# Ribo
Der Ribo ist ein 14,1 Kilometer langer linker Nebenfluss des Isorno im Schweizer Kanton Tessin. Er durchfliesst das Valle di Vergeletto, ein Seitental des Onsernonetals, und entwässert dabei ein Gebiet von 57,3 Quadratkilometern.

## Verlauf
Der Ribo entspringt am Pizzo della Cavegna an der Grenze zu Italien bei Vergeletto und fliesst hauptsächlich in südöstliche Richtung durch das dicht bewaldete Valle di Vergeletto. Nach dem Ortskern von Vergeletto, etwa ab Einmündung des Ri di Quiello, macht der Ribo einen Bogen Richtung Süden und mündet wenig später zwischen Crana und Russo von links in den Isorno, dessen wichtigster Nebenfluss er ist.

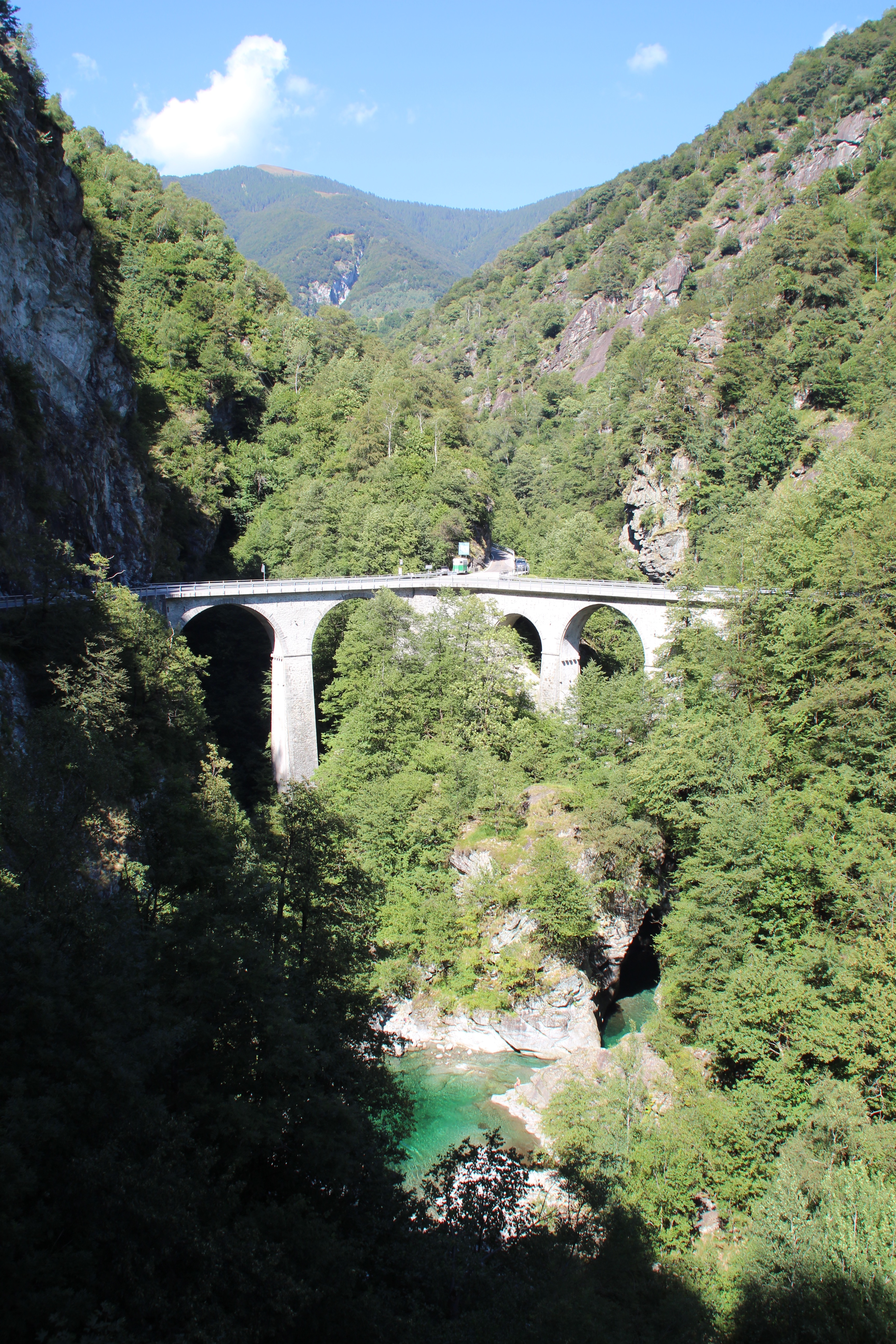
Einmündung des Ribo (von rechts) in den Isorno